# Chorisodontium aciphyllum
Chorisodontium aciphyllum (Hook.f. & Wilson) Broth., 1924 è una specie di muschio della famiglia delle Dicranaceae.

## Descrizione
Cresce in ciuffi sottili di colore verde giallastro che possono raggiungere i 5 cm di altezza.
Le foglie lanceolate raggiungono i 10 cm di lunghezza e i 1,1 mm di larghezza, hanno generalmente un margine liscio anche se a volte si trovano alcune dentature apicali.
Le cellule della lamina fogliare sono larghe circa 10 µm, più strette verso il margine, nella pagina inferiore possono raggiungere i 100 µm di lunghezza.
Presenta setae che possono raggiungere i 2,5 cm di lunghezza circa.
La capsula raggiunge i 2,5 mm di lunghezza. Il peristoma raggiunge i 250 µm di lunghezza ed è di colore rosso. L'opercolo è lungo 2 mm

## Biologia
Specie dioica. La specie presenta un livello estremo di criptobiosi, essendosi rivelata in grado di sopravvivere a migliaia di anni di congelamento.
Si presenta in tappeti che possono raggiungere anche i 2,7 m di altezza.

## Distribuzione e habitat
La specie è distribuita in Argentina, Cile, isole Flakland, Georgia del Sud, isole Orcadi Meridionali, isole Juan Fernández, Nuova Zelanda, canale di Drake e Antartide.
Cresce lungo le coste dal livello del mare fino ai 650 m di altitudine.

## Tassonomia
La specie venne descritta per la prima volta da Joseph Dalton Hooker e William M. Wilson come Dicranum aciphyllum sul London Journal of Botany nel 1844. Viktor Ferdinand Brotherus la riclassificò nell'attuale genere nel 1924.